# Camponotus hartogi
Camponotus hartogi é uma espécie de inseto do gênero Camponotus, pertencente à família Formicidae.